# ببغاء الأمازون أحمر الذيل
ببغاء الأمازون أحمر الذيل هو طائر من الببغاوات.

## معرض صور

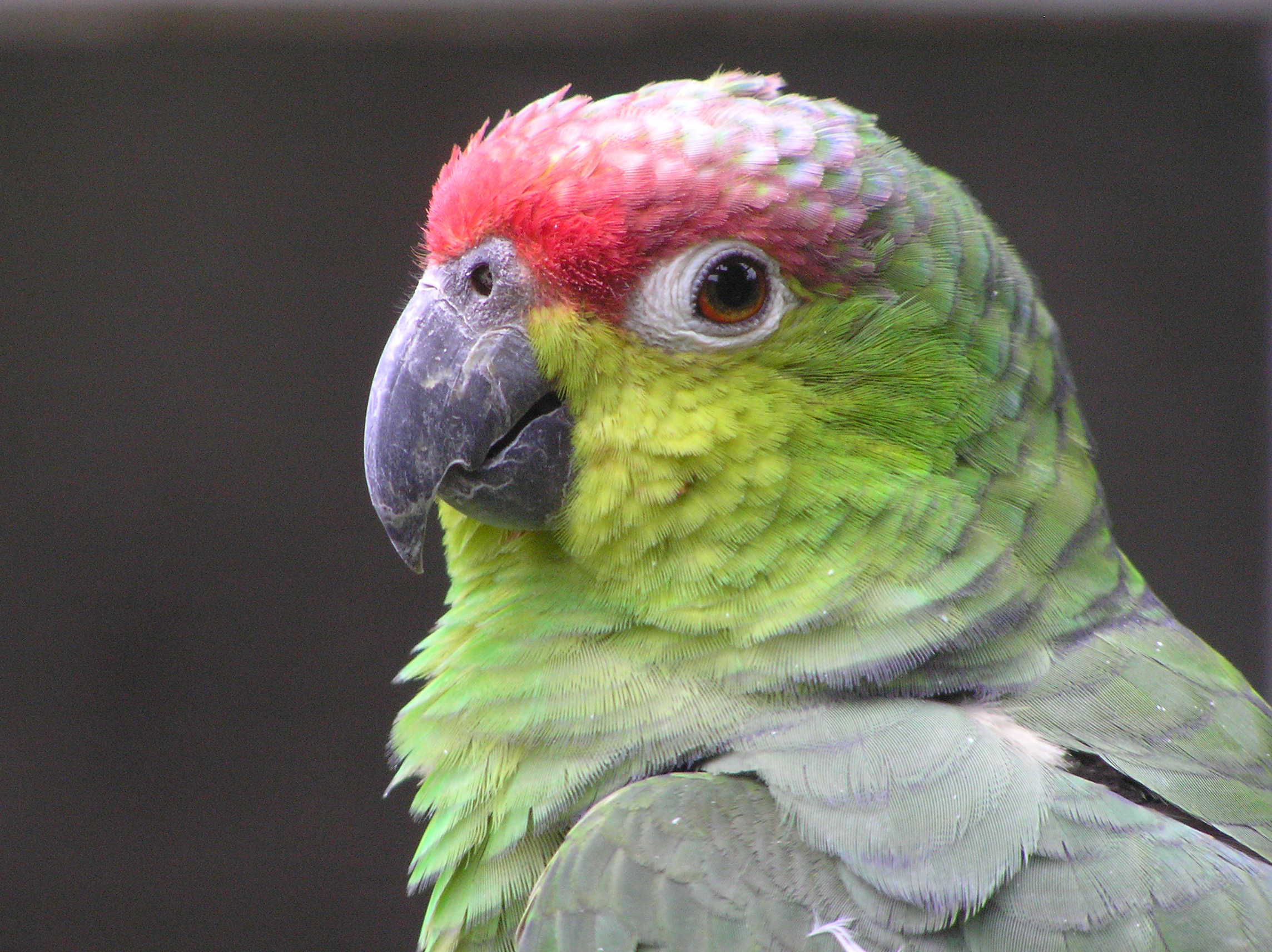
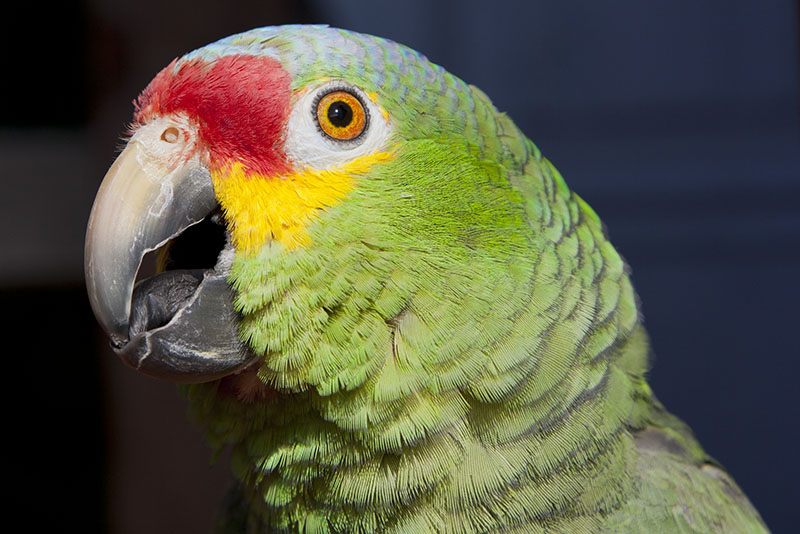
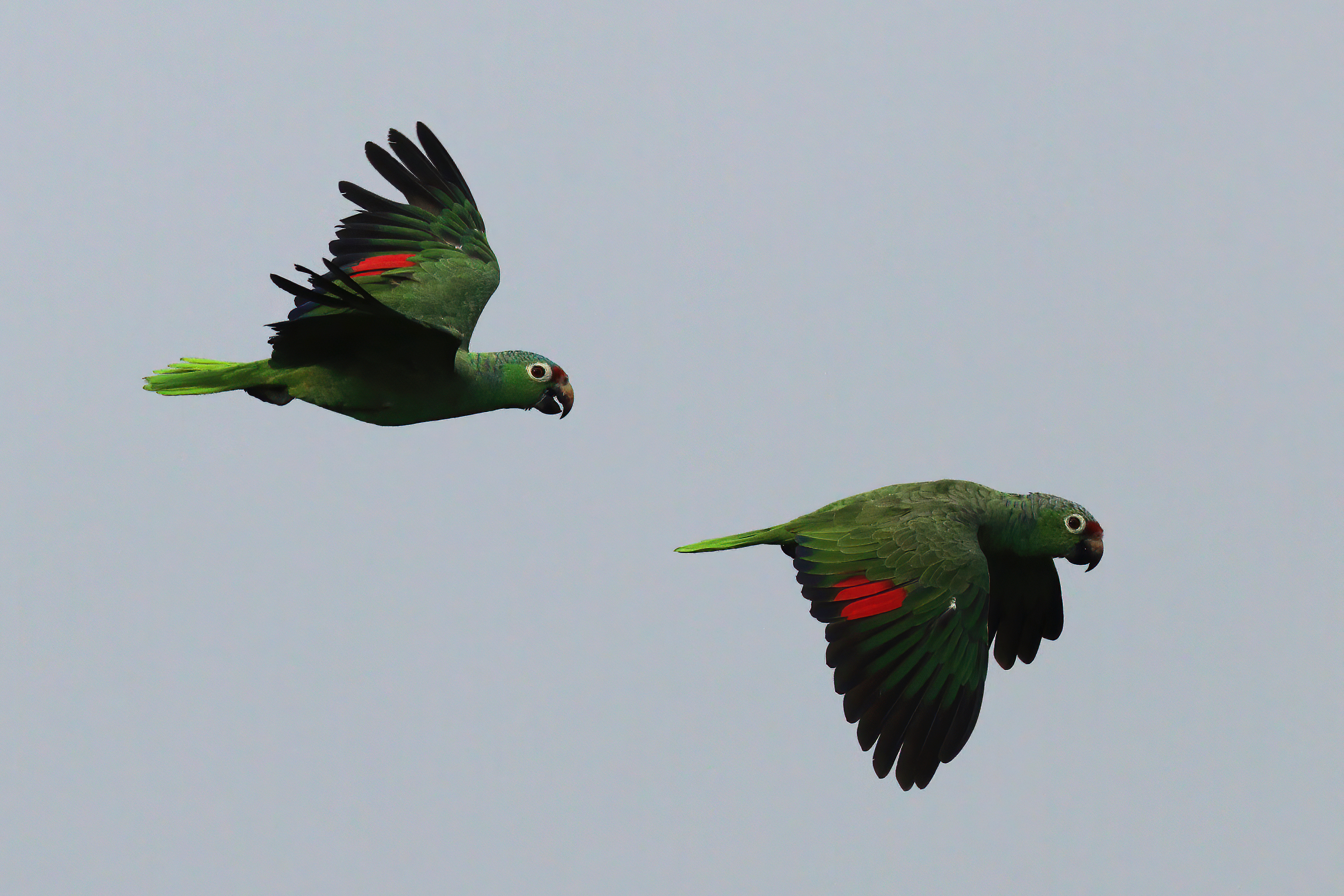
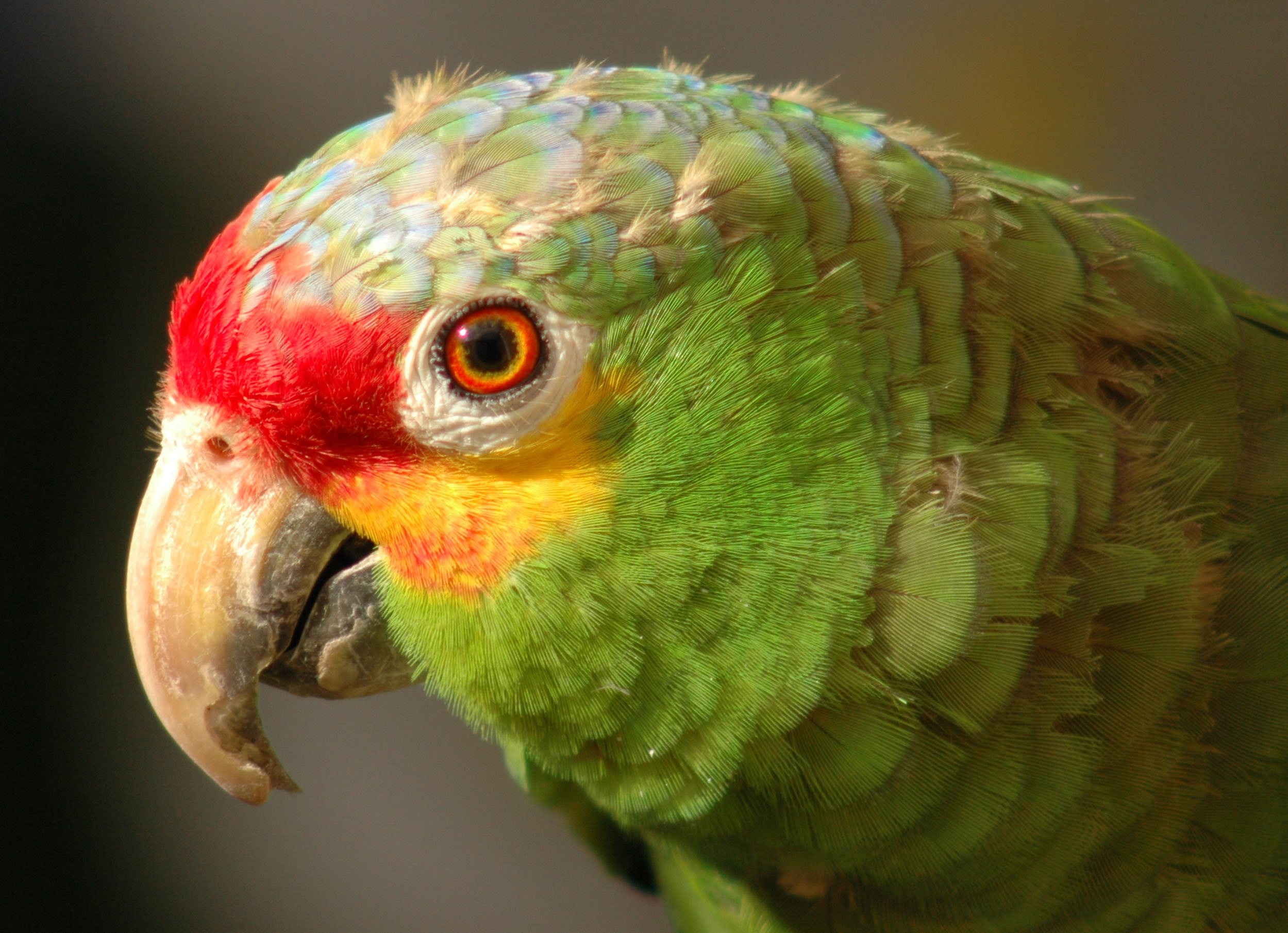

## روابط خارجية
- Species profile - World Parrot Trust